# رونان دارسی
رونان دارسی (انگلیسی: Ronan Darcy؛ زادهٔ ۴ نوامبر ۲۰۰۰) بازیکن فوتبال است.
از باشگاه‌هایی که در آن بازی کرده‌است می‌توان به باشگاه فوتبال بولتون واندررز اشاره کرد.